# Zorotypus swezeyi
Zorotypus swezeyi är en jordlusart som beskrevs av Andrew Nelson Caudell 1922. Zorotypus swezeyi ingår i släktet Zorotypus och familjen Zorotypidae. Inga underarter finns listade i Catalogue of Life.